# Michael Furter

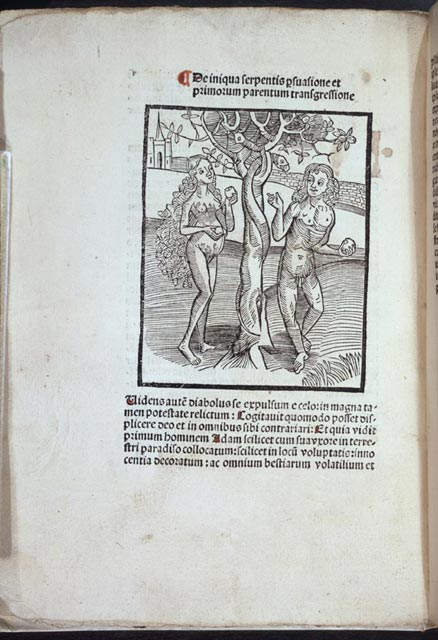
« Adam et Eve au Paradis », estampe sur bois tirée des Revelationes divinae a sanctis angelis factae, imprimées à Bâle par Michael Furter en 1498.

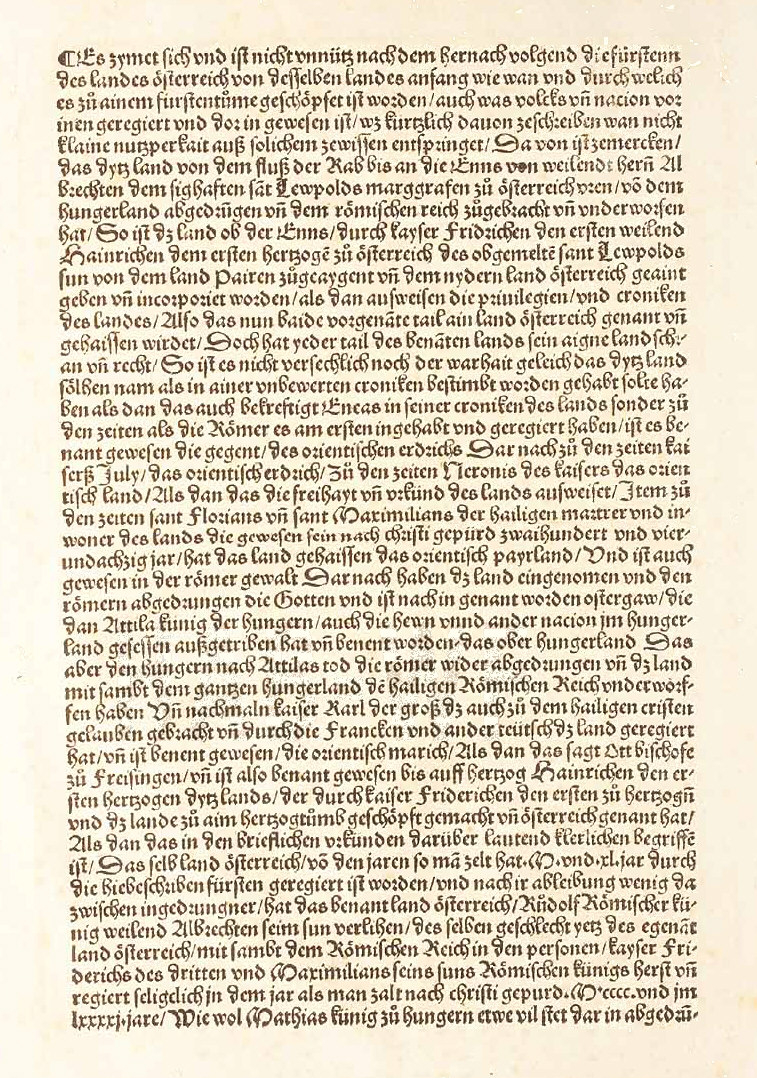
Première page de Ladislaus Sunthaym, Der löblichen Fürsten und des Landes Oesterreich Altherkommen und Regierung, imprimé à Bâle par Michael Furter au plus tôt en 1491.

Michael Furter, né au XVe siècle et mort vers 1517 à Bâle, dit parfois en français Michel Furter, est un imprimeur d'incunables, relieur et comptable de langue allemande de la seconde moitié du XVe siècle, établi à Bâle, dont les éditions sont très recherchées par les bibliophiles. 

## Résumé biographique
Originaire d'Augsbourg, il est attesté pour la première fois à Bâle le 15 janvier 1483, alors qu'il fait l'acquisition d'une maison. Il joint rapidement, le 25 septembre 1486, la Guilde du Safran (Safranzunft) - dont il devient responsable (Stubenmeister) en 1493 - puis la Guilde de la Clé (Schlüsselzunft) en 1495. Il acquiert le droit de bourgeoisie le 1er mars 1488. Bien qu'il joigne à son activité de libraire celles de relieur et de comptable, sa situation financière n'est pas florissante. Après sa mort, survenue entre le 10 novembre 1516 et le 2 mai 1517, ses héritiers renoncent à sa succession, qui est déclarée en faillite.

## Œuvres
Les plus anciens tirages attestés issus de son imprimerie sont datés de 1489. Les impressions de Furter sont généralement de modestes proportions, à l'exception des commandes étrangères, par exemple les travaux réalisés pour Wolfgang Lachner et Johann Bergmann von Olpe. Les thèmes traités sont souvent la grammaire ou le droit populaire, mais aussi la théologie et la morale.
Sa renommée tient surtout à l'ornementation de ses ouvrages, illustrés grâce à la gravure sur bois. Parmi les plus fameux, on peut citer la chronique de Petermann Etterlin, de même que la traduction en allemand (Der Ritter vom Turm) par Marquard vom Stein du Livre pour l'enseignements de ses filles du chevalier de la Tour Landry, imprimée par Furter en 1493, comportant des illustrations du Maître de l'Officine de Bergmann dont certaines ont été attribuées à Albrecht Dürer.
Outre les simples images de couverture, on trouve aussi les Postilla super epistolas et evangelia attribuées à Guillelmus Parisiensis, deux éditions de Quadragesimale de filio prodigo de Johannes Meder, plusieurs éditions de la légende de Meinrad et celles de l'Apocalypse du pseudo-Méthode. De nombreuses illustrations ornent également ses tirages de la Marguerite philosophique (Margarita Philosophica) de Gregor Reisch (1508 et 1517).
Cette prédilection pour la décoration se retrouve également dans le grand nombre de lettrines qu'il a élaborées. Konrad Haebler en énumère douze dans son Répertoire de caractères (Typenrepertorium) de 1905 et plusieurs autres ont été retrouvées par la suite.